# إيزجي شينلر
إيزجي شينلر (بالتركية: Ezgi Şenler)‏ ولدت في 28 يناير 1993 في أنقرة، تركيا. هي ممثلة تركية.

## الحياة و الوظيفة
في سن التاسعة، درست إيزجي الباليه في أنقرة لمدة عامين. تخرجت من معهد كونسرفتوار جامعة حجة تبه أنقرة بدرجة البكالوريوس في الرقص الحديث. ظهرت لأول مرة على التلفزيون عام 2016 في مسلسل حكاية بودروم. واصلت حياتها المهنية في المسلسل التلفزيوني نفس على نفس قبل أن تلعب دورًا رائدًا في مسلسل قلبي بدور موجغان هاكسيفر. في عام 2021، اشتهرت بدور بينار في مسلسل الدراما المنظمة.

## روابط خارجية
- إيزجي شينلر على موقع IMDb (الإنجليزية)